# Омаров, Ильяс Омарович
Ильяс Омарович Омаров (каз. Ілияс Омарұлы Омаров; 1 октября 1910, Тургайская область, Российская империя — 19 июля 1970, Алма-Ата, Казахская ССР, СССР) — советский казахский государственный и партийный деятель. Министр культуры Казахской ССР (1967—1970).

## Биография

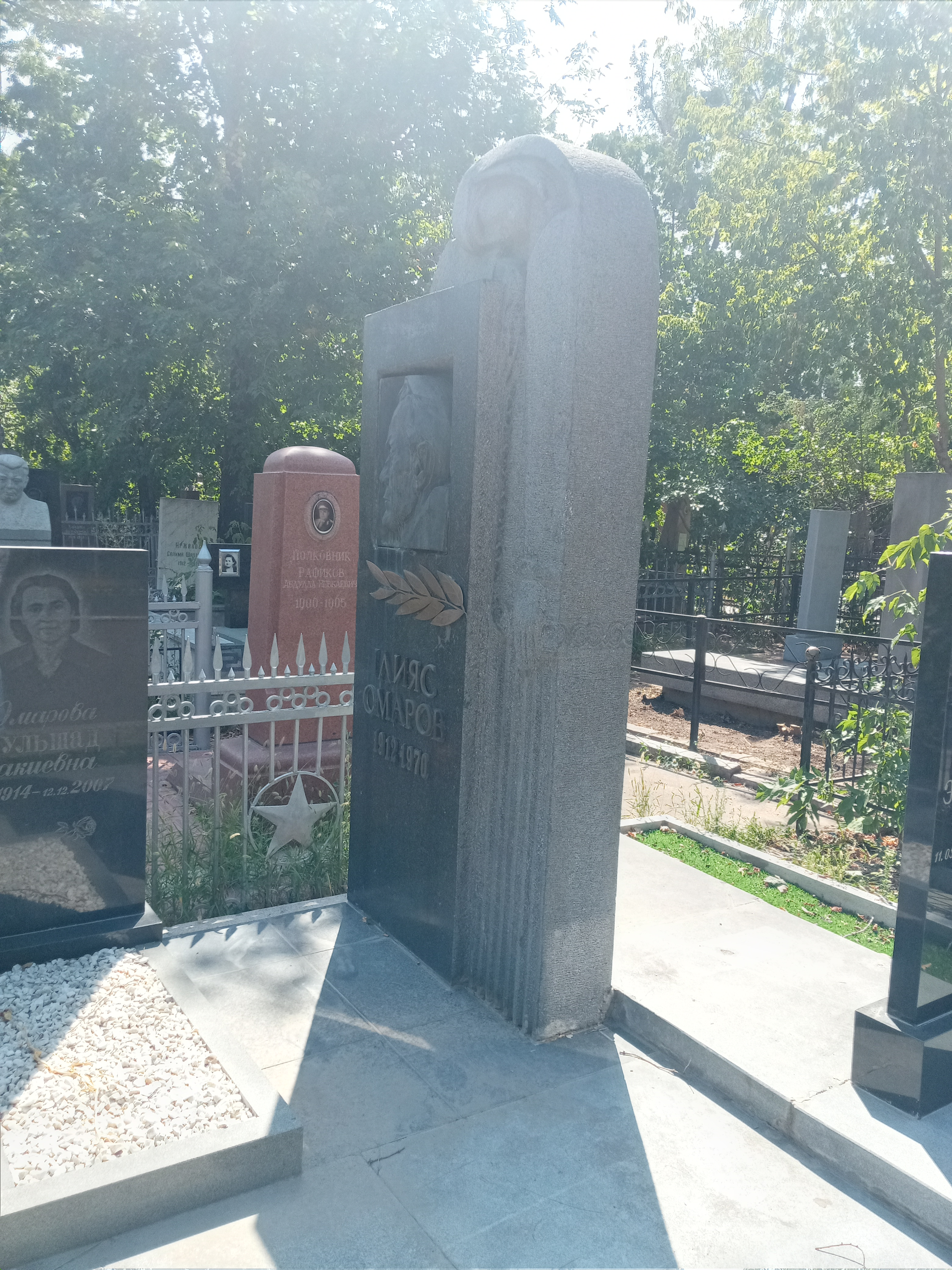
Надгробный памятник над могилой Ильяса Омарулы в Центральном кладбище Алматы.

Происходит из рода саржетим племени аргын.
В 1933 году окончил Среднеазиатский планово-экономический институт, в 1933—1936 гг. — директор торгового техникума в городе Кзыл-Орда, в 1936—1938 гг. — работник Народного комиссариата легкой промышленности Казахской ССР.
С 1938 года — сотрудник Народного комиссариата государственного контроля Казахской ССР, в частности, начальник отдела этого комиссариата.
С 1941 года в ВКП(б), в 1941—1942 гг. — заместитель народного комиссара, а 1942—1945 гг. — народный комиссар торговли Казахской ССР. С января по август 1945 года — заместитель председателя Совета Народных Комиссаров Казахской ССР, с августа 1945 года до 16 января 1948 года I секретарь Восточно-Казахстанского областного комитета КП(б)К, начиная с декабря 1947 года по 25 февраля 1949 года — секретарь ЦК КП(б)К по вопросам пропаганды и агитации, в 1949—1951 гг. — секретарь ЦК КП(б)К, в 1953—1955 гг. — слушатель Высшей Партийной Школы при ЦК КПСС, в 1955—1959 гг. — секретарь Северо-Казахстанского областного комитета КПК.
В 1959—1960 гг. — директор киностудии «Казахфильм», в 1960—1961 гг. — советник Совета Министров Казахской ССР.
С 1961 года — заместитель, а позже — 1-й заместитель председателя Государственного комитета планирования Совета Министров Казахской ССР, с 1967 года и до смерти — министр культуры Казахской ССР.
Скончался 19 июля 1970 года, похоронен на Центральном кладбище Алма-Аты.

## Награды
- Орден Ленина
- Орден Трудового Красного Знамени (трижды)
- Орден «Знак Почёта»